# 桂林郡
桂林郡，為中國古代的郡。秦朝時置「桂林郡」，汉朝时改稱「鬱林郡」。三國時孫吳分鬱林郡置桂林郡，郡名即以秦代桂林郡來命名。

## 行政區劃沿革
三國末期，吳末帝孫皓於鳳凰三年（274年），分鬱林郡潭中縣、中留縣、桂林縣及武安縣置桂林郡，治所設於武安縣，轄境在今柳江流域（今广西壮族自治区象州、柳州一帶）。六朝皆沿襲舊制。